# Franco Ciliberti
Franco Ciliberti (Città di Castello, 10 dicembre 1948) è un politico italiano.

## Biografia
Laureato in storia e filosofia, insegnante, è stato un esponente di primo piano della Democrazia Cristiana in Umbria.
Viene eletto per la prima volta alla Camera dei deputati con la Democrazia Cristiana il 2 luglio 1987. Ha fatto parte della Commissione Ambiente, Territorio e Lavori Pubblici e della Commissione Cultura Scienza e Istruzione.
Il 14 aprile 1992 viene rieletto alla Camera, e riconfermato nella Commissione Ambiente, Territorio e Lavori Pubblici e nella Commissione Cultura Scienza e Istruzione. Inoltre entra a far parte della Commissione speciale per l'esame dei progetti di legge concernenti la riforma dell'immunità parlamentare, e della Commissione parlamentare per l'indirizzo generale e la vigilanza dei servizi radiotelevisivi. Tra le varie attività parlamentari, durante il suo incarico di relatore del disegno di legge è stata approvata la legge quadro nazionale sulle aree protette. Termina l'esperienza parlamentare nel 1994.
Allo scioglimento della DC aderisce al Partito Popolare Italiano, di cui è responsabile nazionale ambiente e coordinatore regionale in Umbria fino alla confluenza del partito ne La Margherita, nel 2002.
Nel 2006 si candida sindaco di Città di Castello con la Margherita, ha ricevuto il 44,2 per cento dei voti e non è stato eletto. Successivamente è entrato a far parte del Partito Democratico, di cui è membro della direzione regionale dell'Umbria.